# Chlamydopsis pecki
Chlamydopsis pecki är en skalbaggsart som beskrevs av Michael S. Caterino 2003. Chlamydopsis pecki ingår i släktet Chlamydopsis och familjen stumpbaggar. Inga underarter finns listade i Catalogue of Life.